# Paekche
Paekche (ook wel Baekje) was een koninkrijk in het zuidwesten van Korea. In Korea is het bekend als een van de Drie koninkrijken van Korea, naast Koguryo en Silla. Het werd in 660 verslagen door een verbond van Silla en de Chinese Tang-dynastie, waarna het door Silla werd geannexeerd. De naam betekent "honderd vazallen".

## Vroege geschiedenis
Als koninkrijk wordt Paekche in 345 voor het eerst in Chinese verslagen genoemd. Maar volgens de Sanguo Zhi zou een van de Mahan-rijkjes in de vallei van de Han Gang veel eerder ook Paekche (伯濟) hebben geheten. De vroege geschiedenis van Paekche wortelt dus in de Koguryo-dynastie, al wordt dat alleen vermeld in Koreaanse kronieken die veel later zijn samengesteld.
Over de stichting van Paekche bestaan twee verschillende overleveringen. Volgens de Samguk Sagi werd Paekche in 18 v.Chr. gesticht door koning Onjo, die een groep mensen van Buyeo in Mantsjoerije naar het gebied bij de Han Gang in Korea leidde.

Volgens de Samguk Yusa, was koning Onjo de zoon van Jumong (koning Dongmyeongseong), die de stichter was van Koguryo. Toen Jumong in Buyeo werd vervolgd, ontsnapte hij naar het Jolbon gebied, waar hij de dochter van een plaatselijk stamhoofd huwde en het koninkrijk van Koguryo stichtte. Nadat Yuri, Jumongs zoon uit zijn eerste huwelijk in Buyeo, zijn werkelijke afkomst had ontdekt, reisde hij naar het paleis van Koguryo. Hij werd de kroonprins. Onjo en Biryu, de zonen van Jumong uit zijn tweede huwelijk, begrepen nu dat zij in Koguryo niet meer welkom zouden zijn als Jumong door Yuri zou zijn opgevolgd. De broers besloten Koguryo te verlaten en met hun volgelingen naar het zuiden te trekken. Onjo stichtte een plaats in Wiryeseong (tegenwoordig Seoel in Zuid-Korea) en noemde zijn gebied Sipje, wat "tien vazallen" betekent. Biryu koos ervoor aan de kust te leven en stichtte Michuhol (het huidige Incheon in Zuid-Korea). Door het zoute water en de moerassen in Michuhol was het leven er moeilijk, terwijl de mensen van Wiryeseong in voorspoed leefden. Uit schaamte over het in de wind slaan van goede raad pleegde Biryu zelfmoord, waarna de inwoners van Michuhol naar Wiryeseong verhuisden. Koning Onjo verwelkomde hen met vreugde, en noemde zijn land voortaan Paekche wat "honderd vazallen" betekent.
Tijdens de regering van koning Goi (234-286), werd de staatsinrichting vastgelegd. Koning Geunchogo (346-375) breidde het gebied uit naar het noorden door een oorlog tegen Koguryo, terwijl hij de Mahan-gemeenschappen in het zuiden annexeerde. In deze periode was Paekche op zijn grootst, en de cultuur en de technologie van de Chinezen werden doelbewust overgenomen. Tijdens de regering van koning Geunchogo omvatte het grondgebied van Paekche het grootste deel van het huidige westen van Korea (met uitzondering van de twee Pyongyang-provincies).
Paekche werd ook een zeemacht. Er bestonden wederzijds goede betrekkingen met de heersers van Kyushu in Japan. Tijdens deze periode kwam een groot aantal leden uit de Japanse keizerlijke familie en leerlingen naar Paekche (Japans: Kudara, 百済) voor hun opleiding en culturele verrijking, terwijl een grote instroom van Paekche immigranten in Japan in belangrijke mate bijdroeg aan de ontwikkeling van de Japanse cultuur. Voorbeelden hiervan zijn de twee grote wonderen van Nara (een stad die naar het Paekche woord voor "koninkrijk" is genoemd), die door immigranten uit Paekche zijn ontworpen en gebouwd: de Grote Boeddha en de houten tempel van Horyuji. De koninklijke familie van Paekche werd onderwezen in het Japans, terwijl de keizerlijke familie in Japan was onderwezen in de Paekche taal. Veel leden van de Paekche adel en van de koninklijke familie, trouwden in de Japanse koninklijke familie.

## Ungjin periode
In de 5e eeuw trok Paekche zich uit het noorden terug als gevolg van de militaire expansie van Koguryo, dat in 475 de hoofdstad Hanseong (tegenwoordig Seoel) veroverde. Na deze inval werd de zetel van Paekche verplaatst naar Ungjin (tegenwoordig Gongju). Tevens sloot Paekche met Silla een militair verbond tegen Koguryo.

## Sabi periode
In 538 verplaatste koning Seong de hoofdstad naar Sabi (tegenwoordig Buyeo). Hij vormde zijn koninkrijk om tot een sterke staat. De officiële naam van het land was vanaf dit moment Nambuyeo, wat "Zuid-Buyeo" betekent. Dit was een verwijzing naar het gebied van Buyeo de veronderstelde oorsprong van Paekche. Tijdens de Sabi-periode bloeide de cultuur van Paekche op, en kwam het boeddhisme tot ontwikkeling. Paekche gaf dit samen met gebruiksvoorwerpen en koninklijke gebruiken door aan Japan. In 578 werden mensen uit Paekche naar Japan gehaald voor de bouw van de boeddhistische Shitennō-ji-tempel in Osaka.
In de 7e eeuw begon Paekche door de toenemende invloed van Silla in de zuiden en het centrale deel van het Koreaanse schiereiland aan invloed te verliezen. In 660 openden de coalitietroepen van Silla en de Tang-dynastie van China een gezamenlijke aanval op Paekche en de Japanse bondgenoot. De hoofdstad Sabi werd door troepen van Silla veroverd, waarna Paekche door Silla werd geannexeerd. Koning Uija van Paekche en zijn zoon gingen in China in ballingschap. Sommige leden van de koninklijke familie vluchtten waarschijnlijk naar Japan, waar de adel van Paekche via nauwe banden met de Japanse keizerlijke familie voet aan de grond had gekregen.

## Staatsinrichting
Het stichten van een centralistische staat in Paekche wordt doorgaans toegeschreven aan de regering van koning Geunchogo. Hij is waarschijnlijk ook de eerste geweest die patrilineaire opvolging invoerde. Paekche was een monarchie, maar zoals bij veel monarchieën was de macht er grotendeels in handen van de aristocratie. De koningen streden dikwijls met de edelen om de macht. Zo versterkte koning Seong de koninklijke macht, maar trokken de edelen veel van die macht naar zich toe nadat hij was vermoord tijdens een rampzalig verlopen militaire campagne tegen Silla.
Volgens de Samguk Yusa werd de eerste minister (jaesang, 재상) van Paekche tijdens de Sabi periode volgens een uniek systeem gekozen. De namen van diverse kandidaten werden onder een rots gelegd (Cheonjeongdae, 天政臺), bij de Hoamsa-tempel die dicht bij Sabi lag. Na een paar dagen werd de rots verplaatst, en de kandidaat wiens naam een bepaald merkteken had, werd gekozen als de nieuwe eerste minister. Of dit een vorm van selectie door het lot was, of een heimelijke selectie door de elite is niet duidelijk.

## Paekche cultuur
In 384 werd het boeddhisme in Paekche geïntroduceerd door de monnik Marananta. Het werd de officiële staatsgodsdienst. Koning Seoung introduceerde op zijn beurt in 538 of 552 het boeddhisme in Japan. De oudste boeddhistische tempel in Japan, Asuka-dera, werd gebouwd door ambachtslieden uit Paekche en tegelijkertijd werd de dakpan in Japan geïntroduceerd. Paekche en de Wa in Japan onderhielden veel contacten. De Japanse Wa waren nog niet in staat om zelf rechtstreeks naar China varen en hadden Korea nodig voor het importeren van de Chinese cultuur en technologie. Zo waren het ook de Koreanen die het Chinese schrift naar Japan brachten in 405.

### Kunsten
Paekche kunstenaars namen veel Chinese invloeden over en zetten ze om in een unieke en briljante kunstzinnige traditie. In Paekche kunst zijn boeddhistische thema's sterk vertegenwoordigd. De "Paekche glimlach" die op veel Paekche beelden van boeddha's en bodhisattva's voorkomt, drukte de warme gevoelens uit die ook in het meeste Paekche houtsnijwerk werden gevonden. Ook taoïstische en andere Chinese invloeden waren wijdverspreid. In 541 zond de Liang-dynastie Chinese kunstenaars naar het koninkrijk, en dit heeft tijdens de Sabi-periode wellicht voor een toenemende Chinese invloed gezorgd.
De vormgeving van de tombe van koning Muryeong van Paekche was gebaseerd op de bakstenen tombes van de Chinezen, maar bevatte veel voorwerpen uit de Paekche traditie, zoals gouden diademen, en gouden oorringen. Begrafenisrituelen volgden de unieke traditie van Paekche. Deze tombe kan worden beschouwd als een goed voorbeeld van een tombe uit de Ungjin periode.

## Erfenis
In de periode na het verval van Silla, werd de Paekche staat tijdelijk weer tot leven gewekt. In 892 stichtte generaal Gyeonhwon het koninkrijk van Hupaekche, dat in Wansan was gevestigd (tegenwoordig Jeonju). In 936 werd deze staat overwonnen door koning Taejo, die het Koguryeo-koninkrijk stichtte.
In het huidige Zuid-Korea zijn Paekche relicten vaak symbolen van de plaatselijke cultuur in het zuidwesten, in het bijzonder in Chungnam en Jeolla. De bronzen wierookbrander is een sleutelsymbool van het Buyeo-gebied, en het in de rotsen uitgehouwen boeddhistische beeld van Seosan Maaesamjonbulsang uit de Paekche-tijd is een belangrijk symbool van de stad Seosan.
De rol van Paekche in het vormgeven van de Yamato-periode van de Japanse cultuur is van symbolische betekenis geweest voor de huidige betrekkingen tussen Zuid-Korea en Japan. De precieze aard van de relatie tussen Paekche en Japan was het onderwerp van hevige controverses. De nauwe banden tussen de twee landen staan echter niet meer ter discussie. Akihito, de 125e keizer van Japan, heeft erkend dat hij afstamt van de Japanse keizer Kammu, wiens moeder een nazaat was van koning Muryeong van Paekche.
Haeinsatempel Janggyeong Panjeon, bewaarplaats van de Tripitaka Koreana houtblokken ·
Jongmyo-heiligdom ·
Seokguramgrot en Bulguksatempel ·
Changdeokgung-paleiscomplex ·
Hwaseong-vesting ·
Hunebedplaatsen Gochang, Hwasun en Ganghwa ·
Historische gebieden van Gyeongju ·
Vulkanisch eiland Jeju met lavagrotten ·
Koninklijke tombes van de Joseondynastie ·
Historische dorpen van Korea: Hahoe en Yangdong ·
Namhansanseong ·
Historisch gebied van Paekche ·
Sansa, boeddhistische bergkloosters in Korea ·
Seowon, Koreaanse neoconfucianistische academies ·
Getbol, Koreaanse getijdenplaten